# دوشاخ‌سر
دوشاخ‌سر (نام علمی: Diplocaulus) نام یک سرده از راسته سمندرک‌سانان است.
دوشاخ‌سر از فراوان‌ترین سنگواره‌های کشف‌شده در سرخ‌بسترهای تگزاس است، اما هیچ خویشاوند زنده‌ای ندارد. این جانور، از گردن به پایین، شبیه سمندری فربه بود، اما جمجمه‌اش شکلی عجیب و بومرنگ‌مانند داشت و «شاخ‌»هایی بلند و تخت در دو طرفش دیده می‌شوند. جمجمه‌های کشف‌شده‌ی دوشاخ‌سر نشان می‌دهند که «شاخ‌ها» با رشد جانور بزرگ‌تر می‌شده‌اند. در جانوران کم‌سن، شاخ‌ها کوتاه و عقب‌سو هستند، اما در نیمه‌ی فرایند رشد ناگهان بلند و بیرون‌سو می‌شدند. ‌یک فرضیه می‌گوید که این شاخ‌ها مثل بالابر عمل می‌کرده‌اند، یعنی دوشاخ‌سر با استفاده از آن‌ها جریان آب را به‌گونه‌ای تغییر می‌داده که فشاری بالاسو یا پایین‌سو به بدنش وارد کند و به این ترتیب می‌توانسته‌است با تلاشی کم به بالا یا پایین آب برود.

## نگارخانه

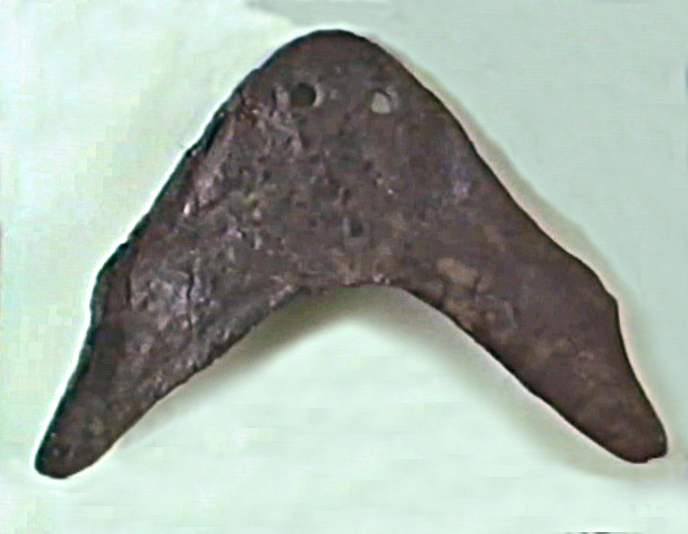
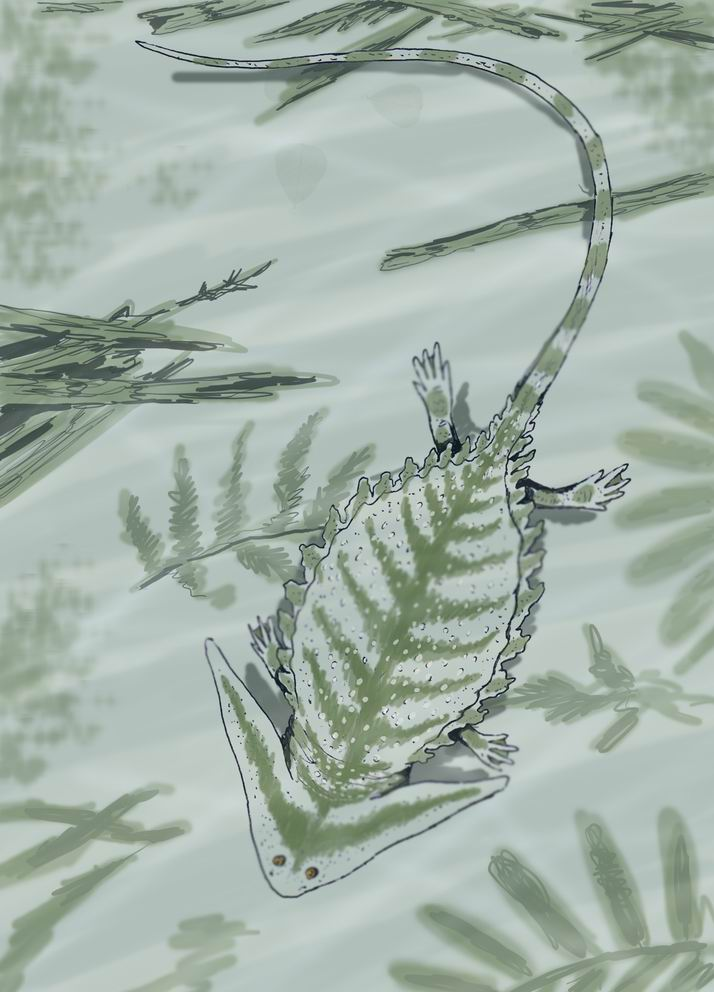
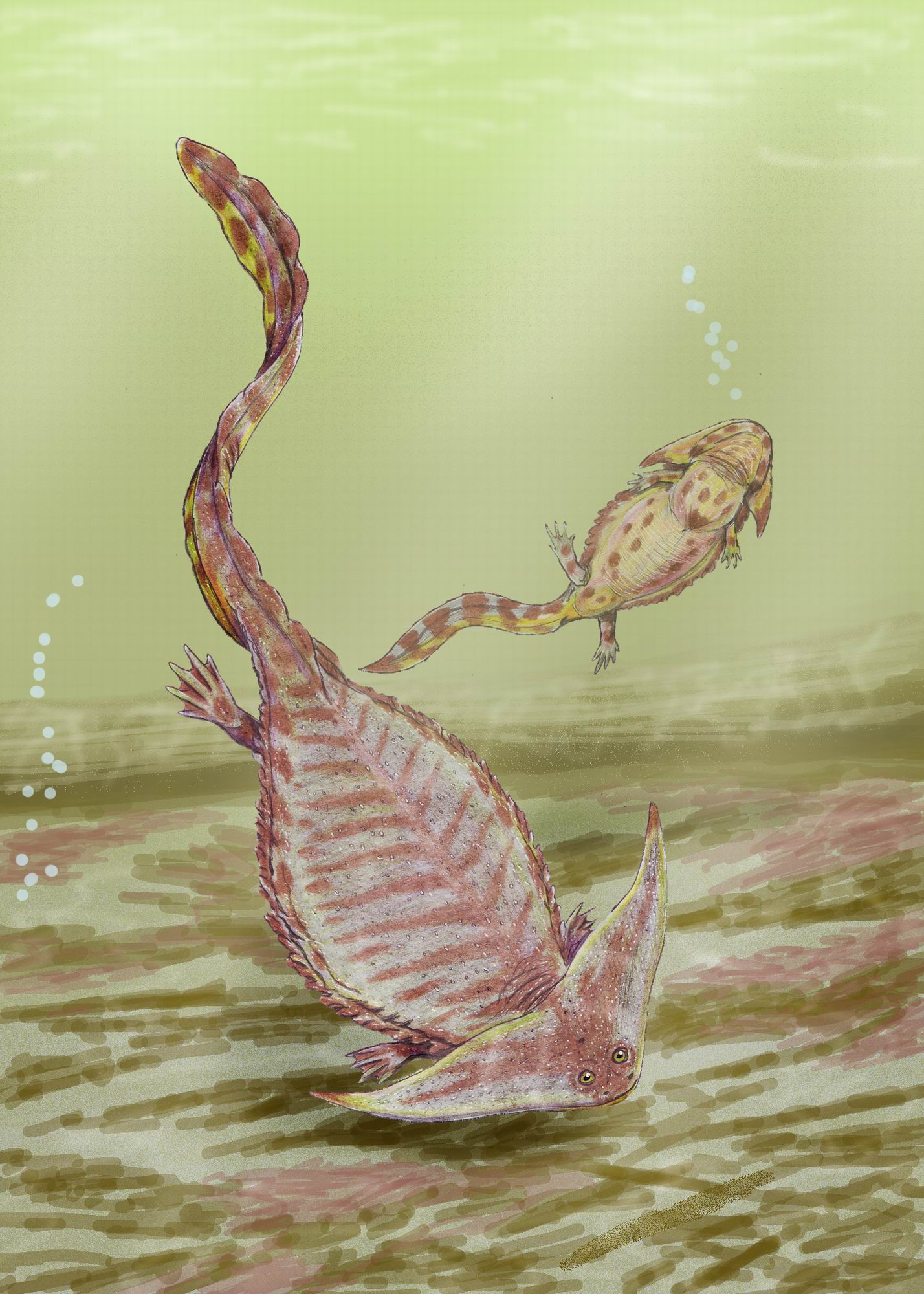